# Vincenzo Fiodo
Vincenzo Fiodo (Taranto, 1º settembre 1778 – Napoli, 5 settembre 1862) è stato un compositore italiano.

## Biografia
Figlio di Gaspare, piccolo commerciante, e di Chiara Condella, intraprese giovanissimo lo studio musicale a Napoli. Fu allievo interno al conservatorio della Pietà dei Turchini, ricevendo la sua formazione musicale sotto la guida dei maestri Salina e Tritto. Successivamente, perfezionò ulteriormente le sue abilità nell'arte della composizione con il concittadino Giovanni Paisiello. Nel 1804 creò un notevole oratorio.
Nel 1808, ricevette l'opportunità di lavorare per il teatro Argentina di Roma e compose l'opera Il disertore. Nel 1809 si trasferì a Parma dove compose Il trionfo di Quinto Fabio. Durante il suo soggiorno a Firenze, realizzò l'opera Il Ciro riconosciuto nel 1810. Nel medesimo anno, si spostò a Pisa, dove inizialmente iniziò a insegnare canto. Tuttavia, dopo un breve periodo, decise di dedicarsi al commercio e divenne un negoziante fino al 1820.
Successivamente, fece ritorno a Napoli nel 1820 e riprese l'insegnamento di canto e composizione. Nel 1846 fu nominato ispettore delle scuole esterne del Conservatorio e nel 1858 professore presso quell'istituto. Morì a Napoli il 5 settembre 1862.

## Opere
- Giuseppe riconosciuto, Napoli, 1804
- II disertore, Roma, 1808
- Il trionfo di Quinto Fabio, Parma, 1809
- Il Ciro riconosciuto, Firenze, 1810